# Patruljefartøj
Et patruljefartøj er en skibstype der som oftes blive brugt af en marine, kystvagt, politi eller et toldvæsen.
Definitionen på en patruljebåd er noget vag. En patruljebåd kan variere i størrelse, lige fra en RHIB til et større skib som eksempelvis et inspektionsskib af Thetis-klassen. Tidligere var store patruljefartøjer ikke nødvendige, men efter de fleste lande er begyndt at hævde en eksklusiv økonomisk zone som typisk strækker sig 200 sømil ud i havet, er det blevet nødvendigt at kunne håndhæve disse, derfor behøvede man større fartøjer med større udholdenhed. De større skibe betød at der nu også var plads til at medbringe en helikopter, hvorved skibes indsatsområde pludselig kunne mangedobles.
Et patruljefartøjs fredstidsopgaver er typisk suverænitetshåndhævelse, fiskeriinspektion, SAR-beredskab, toldinspektioner, kunne indsættes mod miljøproblemer indtil et miljøskib kan nu frem samt udøve politimyndighed til havs. I krigstid vil patruljebådene ofte blive benyttet til at opklare kystnære områder, da de er små og fleksible, i forhold til store, dyre deciderede kampenheder.
Et patruljeskibs bevæbning er typisk ganske let, maskingeværer og måske en kanon, men ofte er der mulighed for at bevæbne patruljefartøjerne yderligere, hvis behovet opstår.